# Edicte de Torda

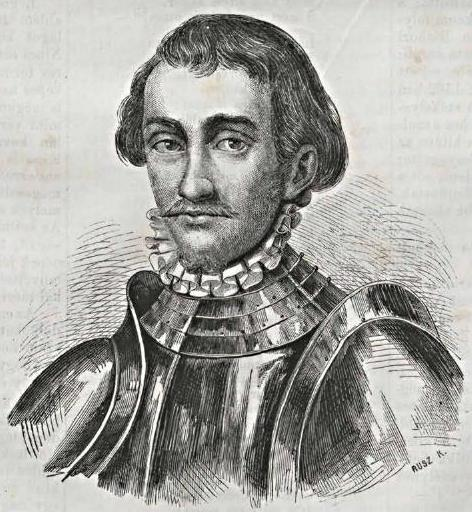
Joan Segimon Záploya, Príncep de Transsilvània (1541-1571)

L'Edicte de Torda (en romanès: Turda) va ser dictat per la Dieta del Principat de Transilvania reunida en aquesta ciutat en 1568 per iniciativa de Joan Segimon Záploya i Ferenc Dávid. És considerat com el primer edicte de tolerància religiosa de la història moderna d'Europa.

## Antecedents històrics
La intolerància religiosa va marcar tota l'edat mitjana, però va trobar un renovat fervor al segle XVI després de desencadenar-se la Reforma Protestant. Les divisions per motius de religió va avivar guerres en diversos regnes europeus. Es calcula que entre 1520 i 1565 unes tres mil persones van ser executades per heretgia.

## La Reforma en Transilvania
Des de la batalla de Mohács de 1526, en la qual l'exèrcit hongarès va ser pràcticament aniquilat i on el propi rei Lluís II d'Hongria va trobar la mort, el Principat de Transsilvània es va convertir en l'últim reducte de la sobirania hongaresa mentre la resta del país era ocupat per les forces de l'Imperi Otomà. El principat es va convertir en un protectorat turc que va mantenir una precària independència durant la resta del segle xvi i XVII.
La feblesa institucional de l'estat transsilvà i les intenses relacions existents entre la comunitat d'origen germànic que residia en territori de Transsilvània des del segle xii (els així anomenats saxons) i els estats alemanys van afavorir l'entrada del luteranisme i la seva propagació de forma relativament ràpida i sense oposició. Posteriorment va ser el calvinisme el que va irrompre també de manera generalitzada, estenent-se entre amplis sectors de població i fins i tot en àrees del territori hongarès ocupades pels otomans. Els catòlics van cedir moltes de les seves esglésies i propietats i molts van fugir a Àustria. Només van quedar minories significatives de fidels catòlics en els dominis de tres famílies nobles, entre elles particularment els Bathory.
La Dieta, assemblea que agrupava als nobles transsilvans, que solia reunir-se (encara que no sempre) a la ciutat de Torda, va donar la seva aprovació a sengles decrets en els anys 1557 i 1563 que garantien la llibertat religiosa de luterans i calvinistes respectivament (a més de l'església Catòlica). En opinió de Mihály Balázs, aquests edictes no eren més que un reconeixement de la creixent pluralitat religiosa del país i, donada la seva fràgil situació tant interna com internacional, procuraven evitar perillosos disturbis per motius de religió. També eren una expressió de l'equilibri de forces entre els nobles que componien aquestes assemblees.

## La controvèrsia sobre la Trinitat
En 1559, Joan Segimon Záploya, fill de Joan I d'Hongria, va assumir el poder efectiu a Transsilvània. Joan Segimon tenia un profund interès en les qüestions religioses i veia que el seu país es trobava dividit, per la qual cosa va engegar una sèrie de debats teològics. Amb l'arribada a la cort en 1563 del metge italià Giorgio Blandrata (o Biandrata), que havia col·laborat de forma determinant en la consolidació de l'anomenada Església Reformada Menor, coneguda més tard com els Germans Polonesos, va aparèixer un corrent addicional en la creixent diversitat religiosa transsilvana: els antitrinitaris, que trobaven la seva inspiració en les doctrines proclamades inicialment pel metge i teòleg heterodox aragonès Miquel Servet, i que Blandrata probablement havia conegut durant la seva estada en Ginebra.
Blandrata va aconseguir atreure a la seva causa a Ferenc Dávid dirigent de l'Església calvinista i predicador de la cort. Tots dos van publicar el llibre: De falsa et vora unius Dei Patris, Filii et Spiritus Sancti cognitione, obra que realitzava una anàlisi històrica dels personatges que havien refusat creure en la Trinitat i ridiculitzava les creences trinitàries. Atès que Blandrata era estranger en Transsilvània i desconeixia l'hongarès, Dávid va ser l'encarregat de defensar les postures antitrinitàries contra els seus antics correligionaris calvinistes.

## La Dieta de 1568
Els debats religiosos organitzats pel príncep no van aportar un clar guanyador i cada facció es proclamava vencedora de cadascuna de les sessions, però Joan Segimon Záploya estava cada vegada més influït per Dávid i Blandrata, que formaven part de la seva Cort i tenien fàcil accés a la seva persona. El 6 de gener de 1568 es va tornar a reunir la Dieta a la ciutat de Torda, com ja havia fet amb regularitat en el passat, i la nova situació religiosa, amb la puixança dels antitrinitaris que comptaven amb el suport reial, es va situar ràpidament al centre del debat. En les sessions de la Dieta, Ferenc Dávid va fer una apassionada defensa del principi de tolerància religiosa. Per la seva banda Péter Melius, cap de l'església Reformada Transsilvana i defensor de la Santíssima Trinitat juntament amb els seus seguidors van exposar els seus arguments basats en la teologia ortodoxa.
El dia 13 d'aquest mateix mes, l'assemblea va confirmar els Edictes de Tolerància anteriors ampliant-los de forma genèrica a la llibertat de predicació en el regne. En aquest sentit, l'Edicte de Torda de 1568 destaca especialment per no citar, en la seva redacció original, les confessions religioses emparades per l'edicte, per la qual cosa la plena llibertat de predicació quedava garantida per primera vegada en la història moderna d'Europa i en uns termes que superaven fins i tot els de el posterior, i més conegut, Edicte de Nantes a França.

### Text de l'Edicte de Torda
Aquesta és la traducció del text de l'Edicte de 1568, que ha estat anomenada "la primera legislació de qualsevol país que garanteix la llibertat religiosa" en la història moderna d'Europa.
| « | La nostra Reial Majestat, segons va decidir en els debats mantinguts anteriorment al seu país sobre assumptes de religió, confirma juntament amb aquesta Dieta que tot orador predicarà l'evangeli segons la seva pròpia concepció, en qualsevol lloc si aquesta comunitat està disposada a acceptar-lo o, en cas contrari, ningú ha de forçar-lo només perquè la seva ànima no se senti satisfeta amb ell. I ningú, ni dirigents religiosos ni altres, podrà causar mal a un predicador per aquesta o per les anteriors constitucions; ningú podrà ser acusat a causa de la seva religió. Ningú tindrà permís per amenaçar altres amb presó ni privar ningú del seu càrrec a causa de la seu confessió: perquè la fe és el do de Déu i procedeix de l'escolta, i l'escolta és per la paraula de Déu. | » |

Aspectes a ressaltar del text:
- L'Edicte està orientat a la llibertat de predicació ("tot orador predicarà l'evangeli segons la seva pròpia concepció")
- L'autoritat última descansa en la comunitat de creients ("si aquesta comunitat està disposada a acceptar-ho")
- S'elimina la inculpació per motius de religió i es condemna tota agressió per motius religiosos, dins de les religions emparades per aquest Edicte i els que ho van precedir
- L'última frase de l'Edicte és una cita d'una carta de Sant Pau, Romans 10:17.

## Limitacions a l'Edicte de 1568
La mateixa inconcreció del text sobre les doctrines que podien predicar-se va ser la causa que l'Edicte de 1568 comencés a ser limitat en el seu abast en anys posteriors. Les religions representades en la Dieta, i particularment els partidaris de Ferenc Dávid, temien que un succés polític imprevist, com la mort o deposició del seu protector, el príncep Joan Segimon Záploya, suposés un canvi en la política de tolerància que fins llavors els havia afavorit. En la reunió de la Dieta convocada en Tirgu Mures (Marosvásárhely en hongarès) del 6 al 14 de gener de 1571, es va disposar que les esglésies emparades per l'Edicte eren la catòlica, luterana, calvinista i la religió de Ferenc Dávid, que encara mancava de nom específic i que fins a principis del segle xvii no seria coneguda com a unitària. L'església ortodoxa, que era la religió de la majoria de súbdits romanesos, no va ser inclosa al no comptar amb representants entre la noblesa present en la Dieta.
Després de la mort de Joan Segimon Záploya el 14 de març d'aquest mateix any, va ascendir en poder Esteve Bathory I, succeït en 1575 pel seu germà Cristòfol. Sota el govern de la família Báthory, de confessió catòlica, es van accentuar les mesures restrictives en matèria de tolerància religiosa. En la Dieta reunida en Torda en 1572 es va aprovar una llei que prohibia la innovació en qüestions doctrinals. Aquesta llei va tenir fatals conseqüències per Ferenc Dávid, qui havia començat a predicar la no adoració a Jesús, en considerar-ho no diví, mentre que les pregàries només podien elevar-se a Déu mateix. Aquesta doctrina va ser considerada com a innovadora i Ferenc Dávid va ser condemnat a presó i tancat en la fortalesa de Deva, on va morir al novembre de 1579. Així doncs, el màxim defensor de l'Edicte de Torda de 1568 va acabar sent víctima de les restriccions imposades posteriorment al mateix.